# 普茨迈斯特
普茨迈斯特（Putzmeister）是一家德国艾希塔尔的混凝土泵制造商，也生产其他混凝土相关设备以及用于其他材料的泵。现为三一重工子公司。

## 历史
它由卡尔· 施勒希特（Karl Schlecht）于1958年创立。2012年1月底，普茨迈斯特由三一重工收购。

## 设备

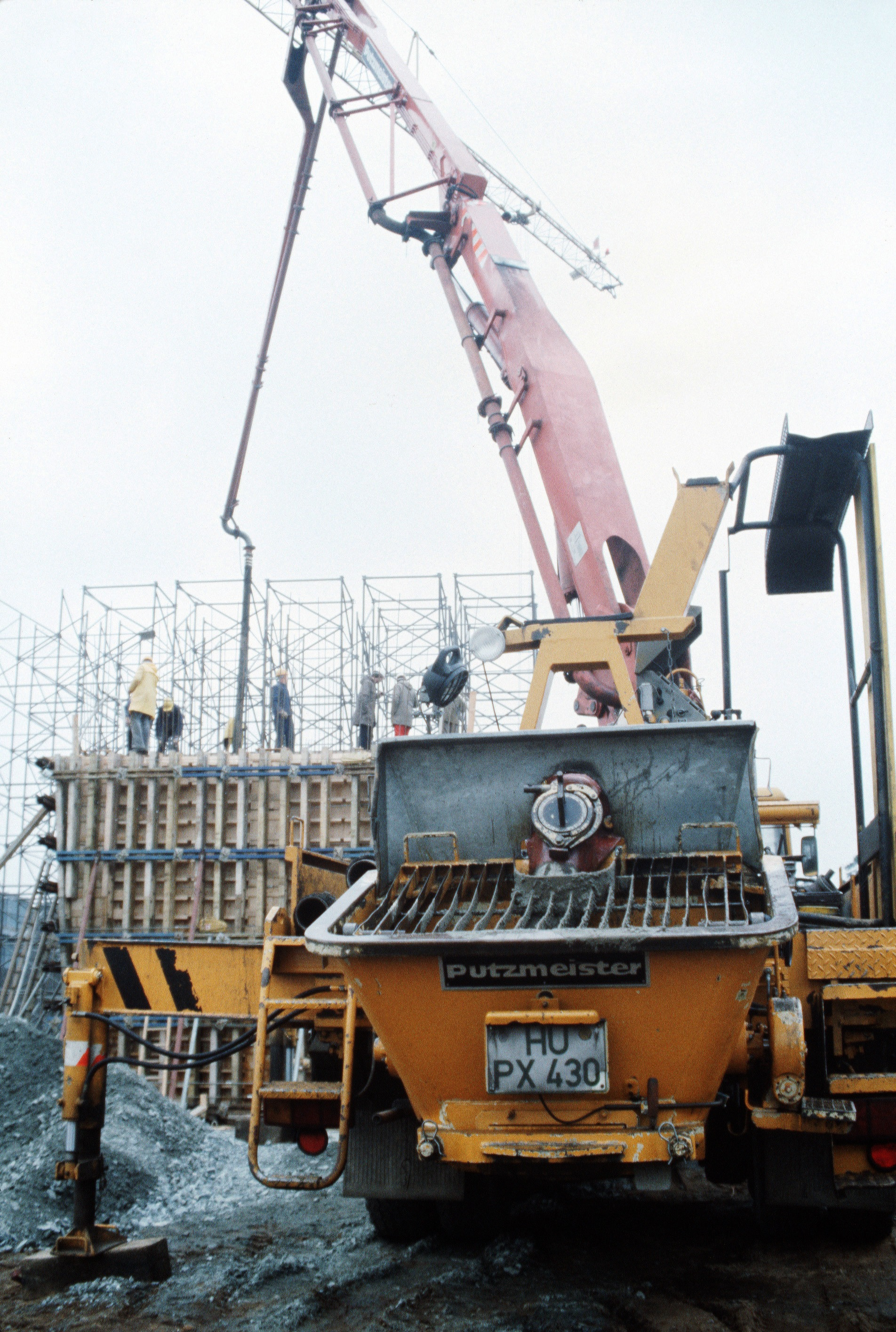
普茨迈斯特的混凝土泵

1986年，普茨迈斯特的混凝土泵用于在切尔诺贝利核事故掩埋4号反应堆。福岛第一核电站事故救援工作也用到了普茨迈斯特的混凝土泵。
2008年5月在建造哈利法塔时，普茨迈斯特创造了混凝土垂直输送世界纪录606（1,988英尺）。后来该公司又在建造哈利法塔的途中以700米打破了自己的记录。